# Gongora alfieana
Gongora alfieana är en orkidéart som beskrevs av Rod Rice. Gongora alfieana ingår i släktet Gongora och familjen orkidéer. Inga underarter finns listade i Catalogue of Life.